# Isierna
Isierna (biélorusse : Ісерна, russe : Исерно) est un village agricole (en) du raïon de Sloutsk, dans la voblast de Minsk. Isierna est aussi le selsovet du selsovet d'Isierna (be)

## Galerie

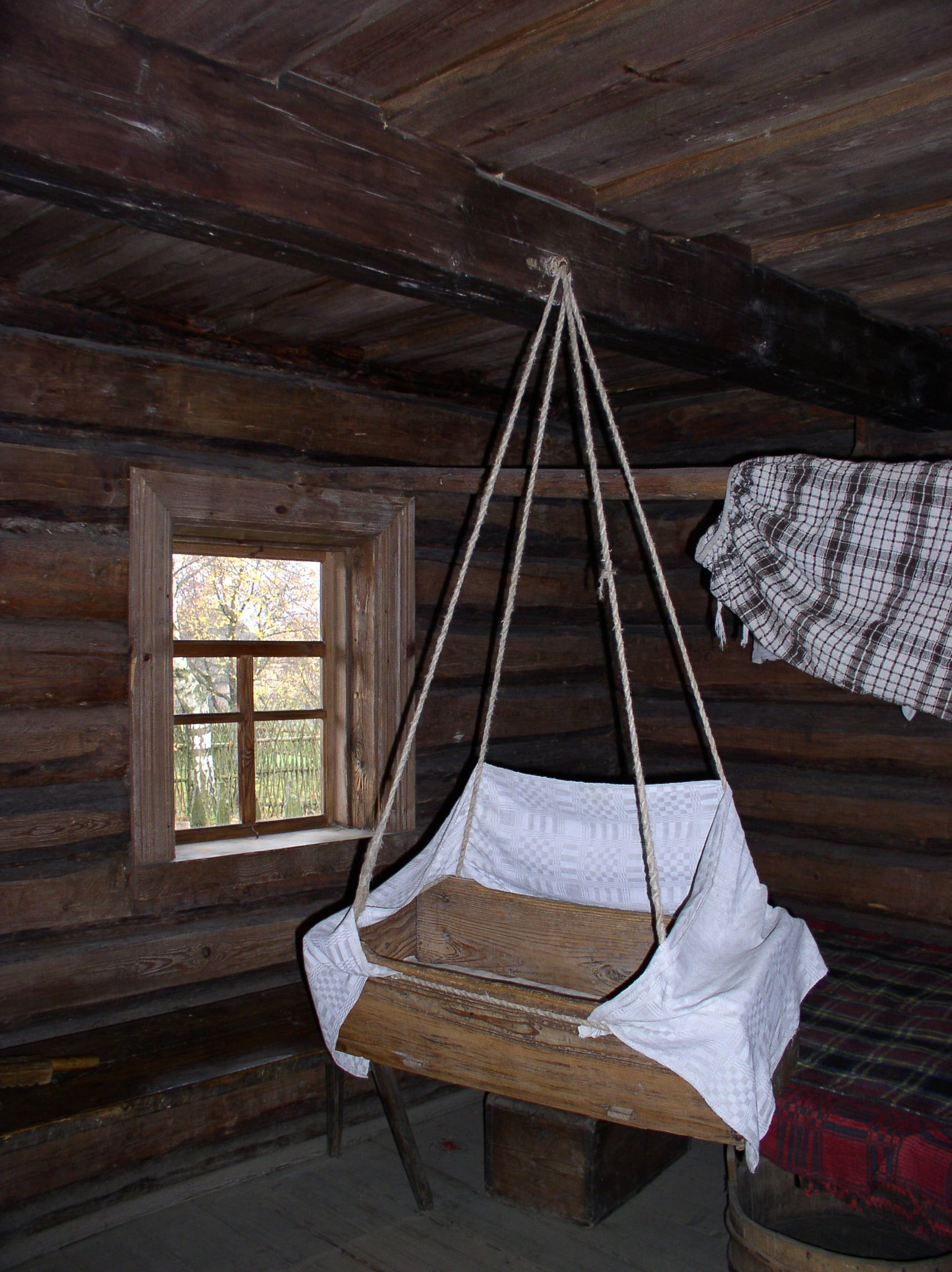
Berceau suspendu dans une maison-musée d'Isierna